# Заболеваемость
Заболева́емость — медико-статистический показатель, определяющий число заболеваний, впервые зарегистрированных за календарный год среди населения, проживающего на какой-то конкретной территории. Является одним из критериев оценки здоровья населения.

## Метод расчёта
Исчисляется количеством заболеваний на 1000 жителей; рассчитывается как отношение числа вновь возникших заболеваний (заболеваний впервые установленным диагнозом) к средней численности населения, умноженное на 1000. В практике российского здравоохранения часто используется расчёт на 100000 всего населения. Если речь идёт о заболеваемости отдельных групп, напр., детей, то расчёт производится на 100000 детского населения (аналогично для подростков и т. д.).

## Уровень заболеваемости
Заболеваемость показывает уровень, частоту распространения всех болезней вместе взятых и каждой в отдельности среди всего населения, а также в возрастных, половых, социальных, профессиональных и других группах населения.
Уровень заболеваемости в минувшем календарном году и её динамика в течение ряда предыдущих лет — важнейшие показатели состояния здоровья населения и эффективности работы учреждений здравоохранения, основа планирования всех лечебно-профилактических мероприятий. Международная номенклатура и классификация болезней и причин смерти позволяет исследовать заболеваемость по единым принципам и получать сопоставимые итоги. Исчерпывающий учёт заболеваний охватывает не только впервые зарегистрированные заболевания в данном году, а все заболевания, включая и те, которые протекают длительно, были выявлены в прошлом и послужили поводом для очередных обращений в данном году. Такой медико-статистический показатель, в отличие от заболеваемости, называют распространённостью (болезненностью).
Таблица для анализа заболеваемости в детском саду (недоступная ссылка)

## Значение заболеваемости как показателя
Заболеваемость — показатель, чутко реагирующий на изменение условий среды в изучаемый год. При анализе этого показателя за ряд лет можно получить наиболее правильное представление о частоте возникновения и динамике заболеваемости, а также об эффективности комплекса социально-гигиенических и лечебных мероприятий, направленных на её снижение.
Достоверные сведения об уровне и характере заболеваемости по различным группам населения — возрастным, половым, профессиональным и т. д. — необходимы для оценки тенденций в состоянии здоровья населения, эффективности медицинских и социальных мероприятий, планирования различных видов специализированной медицинской помощи, рационального использования материальных и кадровых ресурсов системы здравоохранения.

## Общая заболеваемость
Единицей наблюдения при изучении общей заболеваемости в текущем календарном году по поводу данного заболевания являются:
- первичное обращение больного в лечебное учреждение
- первое обращение по поводу хронического заболевания выявленного в предыдущие годы

Общая заболеваемость исчисляется на 1 тыс. и 10 тыс. жителей.
Хронические и длительно протекающие заболевания учитываются только один раз в году, и при повторных обращениях по поводу обострений этих заболеваний они не регистрируются.
Диагнозы острых заболеваний (в том числе ОРЗ, травмы и т. д.) регистрируются при каждом новом случае их возникновения.
Одним из методов изучения общей заболеваемости населения является изучение общей заболеваемости по обращаемости в амбулаторно-поликлинические учреждения, в порядке текущей регистрации, на основе сплошного учёта всех больных.
Сведения об общей заболеваемости наиболее полно отображают распространённость заболеваний (болезненность).
Данные по общей заболеваемости позволяют проводить целенаправленные профилактические мероприятия по снижению зарегистрированной патологии среди населения, а также определять потребность в медицинских кадрах и больничных койках.

## Заболеваемость инфекционными болезнями
Изучается путём учёта каждого инфекционного заболевания или подозрения на него.
Единицей наблюдения является каждый случай заболевания или подозрения на заболевание, на которое составляется «Экстренное извещение об инфекционном заболевании, пищевом, остром профессиональном отравлении» — учётная форма № 058/у. Эта форма является основным документом при изучении эпидемической заболеваемости.
При постановке диагноза инфекционного заболевания медицинский работник, поставивший диагноз, должен в течение 12 часов направить экстренное извещение (форма № 058/у) в территориальное учреждение санитарно-эпидемиологической службы по месту выявления заболевания (независимо от места проживания больного). Если диагноз поставлен средним медицинским работником (фельдшером), то форма № 058/у составляется в двух экземплярах; один из них направляется в
санитарно-эпидемиологическое учреждение, другой — во врачебное учреждение, которому средний медицинский работник подотчетен.
Экстренные извещения, составленные в лечебно-профилактических учреждениях, регистрируются в журнале регистрации инфекционных заболеваний (форма № 060/у). При изменении диагноза инфекционного заболевания лечебное учреждение обязано составить новое экстренное извещение на этого больного и направить его в санитарно-эпидемиологическое учреждение по месту обнаружения заболевания, указав в пункте 1 изменённый диагноз, дату его установления и первоначальный диагноз.
Изучение инфекционной заболеваемости изучается сплошным и текущим методами. Лечебно-профилактическое учреждение проводит анализ показателей и предоставляет в районные (городские) санитарно-эпидемиологические учреждения «Отчет о движении инфекционных заболеваний».
В территориальных органах санитарно-эпидемиологической службы экстренные извещения, поступившие от лечебно-профилактических учреждений, также регистрируются в журнале регистрации инфекционных заболеваний (форма № 060/у), а затем на основании этих извещений составляют месячные и годовые отчёты о заболевании населения инфекционными заболеваниями и отравлениями.
На основании этих данных определяют показатели частоты отдельных инфекционных заболеваний среди взрослого и детского населения, проживающего в городских и сельских местностях, относящихся к району обслуживания территориальных учреждений санитарно-эпидемиологической службы.
Анализ инфекционной заболеваемости проводится с помощью общего и специальных показателей.
- Общий показатель — число инфекционных заболеваний, зарегистрированных за год на 10 тыс. жителей, деленное на численность населения.
- Специальные показатели — возрастные, половые, в зависимости от профессии, стажа и т. д.

Углублённый анализ позволяет выявить сезонность инфекционных заболеваний, источники заражения, эффективность профилактических прививок, и позволяет вырабатывать мероприятия по борьбе с инфекционными заболеваниями.

## Важнейшие неэпидемические заболевания
К этой группе относятся туберкулёз, венерические заболевания, новообразования (опухоли), грибковые заболевания и др., зарегистрированные впервые в данном году.
Этот вид заболеваемости рассчитывается на 10 тыс. жителей, в практике российского здравоохранения часто используется расчёт на 100000 населения.
Единицей наблюдения является каждый больной, у которого впервые в жизни устанавливается диагноз одного из указанных заболеваний.
Учет заболеваний ведется в диспансерах.

## Заболевания с временной утратой трудоспособности (ЗВУТ)
Заболевания с временной утратой трудоспособности (ЗВУТ) занимают особое место в статистике заболеваемости в связи с высокой экономической значимостью. Это один из видов заболеваемости по обращаемости, он является приоритетным в оценке здоровья работающих и характеризует распространённость тех случаев заболеваемости работающих, которые повлекли за собой невыход на работу.
Единицей наблюдения при изучении ЗВУТ является каждый случай временной нетрудоспособности в связи с заболеванием или травмой в данном году. Учетными документами служат "Книга регистрации листков нетрудоспособности (форма № 036/у), «Талон на законченный случай с временной утратой трудоспособности» (форма 025 — 9/у), «Талон амбулаторного пациента» (форма 025-12/у). Листок нетрудоспособности в настоящее время не может использоваться для статистического учёта заболеваемости, так как не содержит для этого информацию о диагнозе.
Оценка ЗВУТ проводится как по общепринятой методике на основании отчетов о временной нетрудоспособности (форма № 16-ВН), так и по углублённой методике с помощью полицевого метода.
По общепринятой методике на основе данных формы № 16ВН рассчитываются показатели:
- число случаев временной нетрудоспособности на 100 работающих: рассчитывается как отношение числа случаев заболеваний и травм к средней численности работающих, умноженное на 100.
- число дней ЗВУТ на 100 работающих: отношение дней заболеваемости (травм) к численности работающих умноженное на 100.
- средняя длительность одного случая ЗВУТ: отношение общего числа дней нетрудоспособности к числу случаев нетрудоспособности.

При анализе ЗВУТ определяется структура временной нетрудоспособности в случаях и в днях. Все показатели заболеваемости оцениваются по нозологическим формам (в случаях и в днях на 100 работающих) и в динамике за ряд лет.
При углублённой методике изучения ЗВУТ полицевым методом на каждого рабочего заполняется лицевая (персональная) карта. При этой методике единицей наблюдения является «круглогодовой рабочий» (работающий на предприятии не менее года). При полицевом учёте заболеваемости оцениваются: индекс здоровья, кратность заболеваний, удельный вес часто болеющих (4 раза в году и более) и длительно болеющих (более 40 дней в году). Важно сравнивать показатели ЗВУТ с другими предприятиями соответствующей отрасли, по городу и в динамике.